# Ляньцзян (Тайвань)
Ляньцзя́н (кит. трад. 連江, пиньинь Liánjiāng) — один из уездов провинции Фуцзянь Китайской Республики.

## География
Из территории исторического уезда Ляньцзян в настоящее время под контролем правительства Китайской Республики сохраняются лишь острова Мацзу в Тайваньском проливе.

## История
Во времена империи Цзинь в 282 году из уезда Хоугуань был выделен уезд Вэньма (温麻县). Во времена империи Суй он был в 589 году присоединён к уезду Юаньфэн (原丰县), который в 592 году получил название Миньсянь (闽县).
После смены империи Суй на империю Тан уезд Вэньма был в 623 году образован вновь, и в том же году он был переименован в Ляньцзян.
На завершающем этапе гражданской войны находящиеся на материке земли уезда Ляньцзян были заняты войсками коммунистов в августе 1949 года, однако острова Мацзу так и остались под гоминьдановским контролем. В августе 1953 года гоминьдановскими властями была вновь создана администрация уезда Ляньцзян, разместившаяся на острове Наньгань.